# روزنویلر
روزنویلر (به فرانسوی: Rosenwiller) یک کمون در فرانسه با جمعیت ۷۰۸ نفر است که در Canton of Rosheim واقع شده‌است.